# باکتری مارپیچی

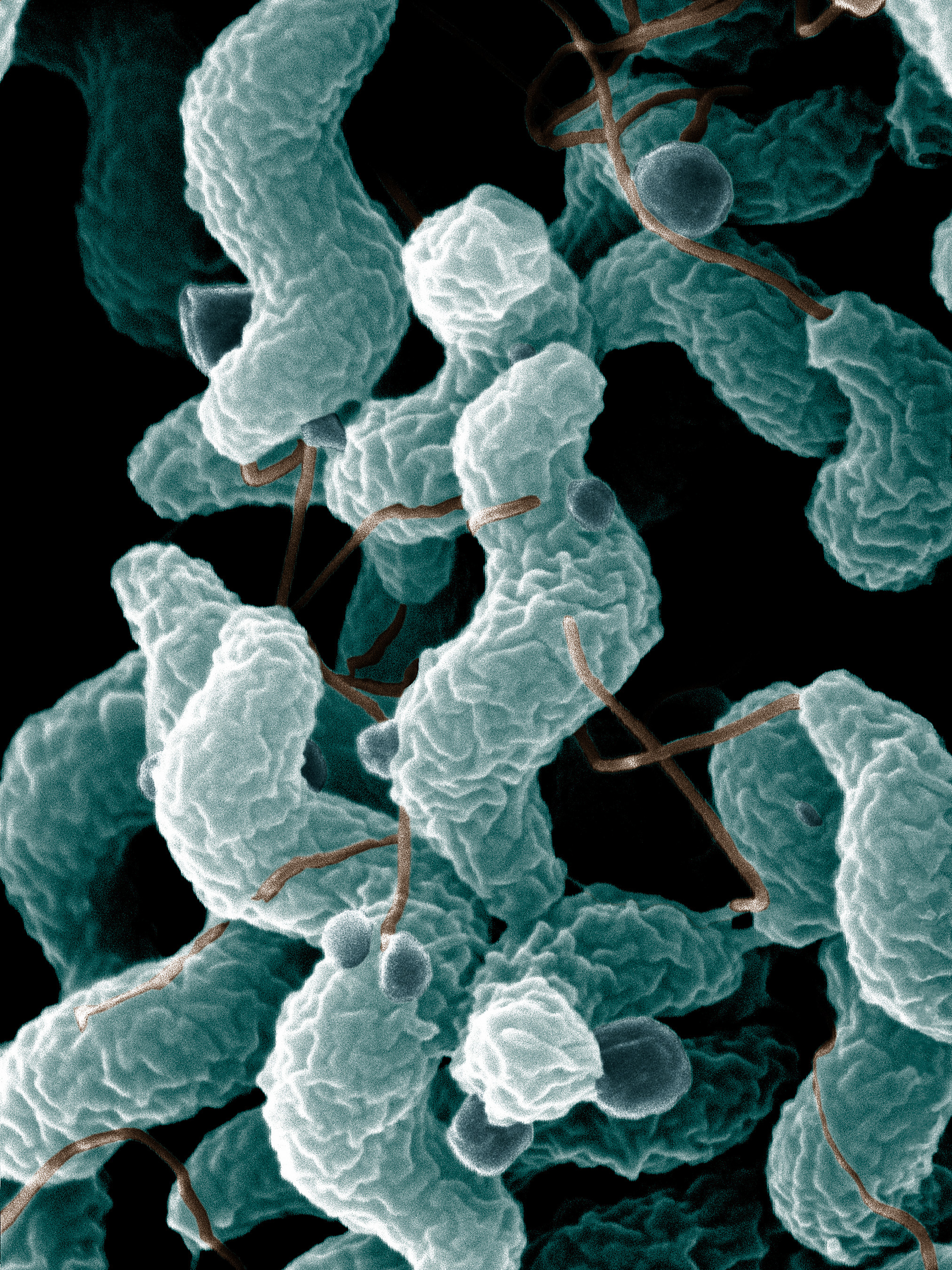
کامپیلوباکتر ژژونی یکی از باکتریهای مارپیچی است.

باکتریهای مارپیچی  سومین گروه از دسته بندی باکتری ها بر اساس شکل است. دو دسته دیگر باسیل ها ( شکلهای استوانه ای )  و کوکسیها ( شکلهای کروی) هستند.  باکتریهای مارپیچی را می توان بر اساس تعداد پیچ خوردگی ها در هر سلول ، ضخامت سلول ، خمش پذیری و تحرک تقسیم بندی کرد.
- اسپیریلومها
- اسپیروکتها
- ویبریوها